# Pierrelatte
Pierrelatte est une commune française située dans le département de la Drôme en région Auvergne-Rhône-Alpes.

## Géographie

### Localisation
La commune de Pierrelatte est située à l'extrême sud-ouest de la Drôme (Drôme provençale) dans la vallée du Rhône. Elle est limitrophe des départements de l'Ardèche à l'ouest et du Vaucluse au sud.

Elle est à 70 km au sud de Valence et 25 km au sud de Montélimar, ainsi qu'à 60 km au nord d'Avignon.

### Communes limitrophes
Les communes limitrophes sont Bourg-Saint-Andéol, Saint-Marcel-d'Ardèche, Donzère, La Garde-Adhémar, Saint-Paul-Trois-Châteaux, Bollène et Lapalud.

### Relief et géologie
Sites particuliers :

### Hydrographie

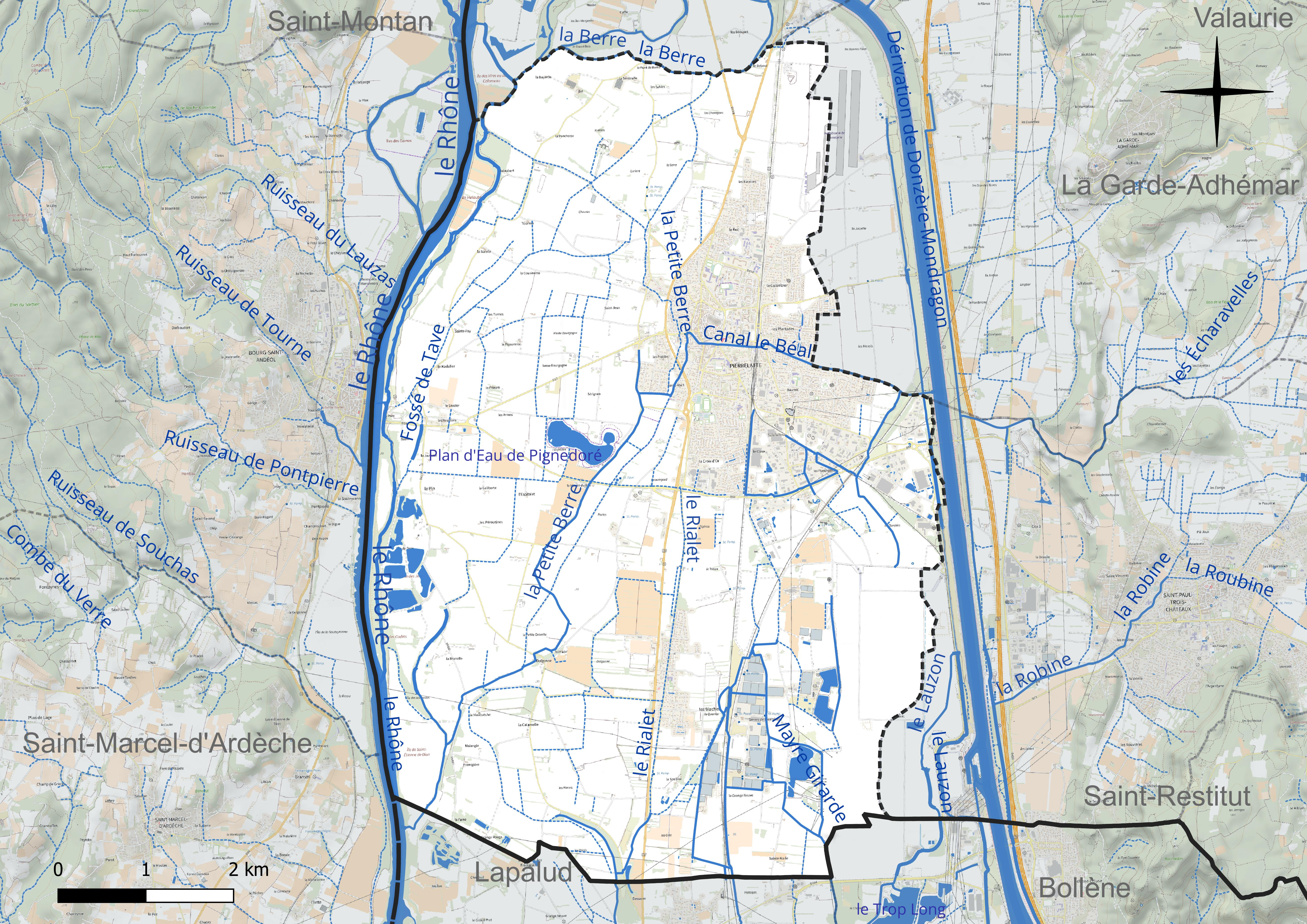
Réseau hydrographique de Pierrelatte.

La ville est arrosée par les cours d'eau suivants :
- la Berre ;
- la Petite Berre ;
- le Béal ;
- le Rhône ;
- le Rialet ;
- les Berres ;
- Fossé de Tave ;
- Lône des Joncs ;
- Mayre Girarde.

Le canal de Donzère-Mondragon est situé sur la commune voisine de Saint-Paul-Trois-Châteaux.
La commune dispose du Plan d'eau de Pignedoré.

### Climat
Pour des articles plus généraux, voir Climat d'Auvergne-Rhône-Alpes et Climat de la Drôme.
En 2010, le climat de la commune est de type climat méditerranéen franc, selon une étude du Centre national de la recherche scientifique s'appuyant sur une série de données couvrant la période 1971-2000. En 2020, Météo-France publie une typologie des climats de la France métropolitaine dans laquelle la commune est exposée à un climat méditerranéen et est dans la région climatique  Provence, Languedoc-Roussillon, caractérisée par une pluviométrie faible en été, un très bon ensoleillement (2 600 h/an), un été chaud (21,5 °C), un air très sec en été, sec en toutes saisons, des vents forts (fréquence de 40 à 50 % de vents > 5 m/s) et peu de brouillards. 
Pour la période 1971-2000, la température annuelle moyenne est de 13,7 °C, avec une amplitude thermique annuelle de 17,6 °C. Le cumul annuel moyen de précipitations est de 843 mm, avec 6,3 jours de précipitations en janvier et 3,4 jours en juillet. Pour la période 1991-2020, la température moyenne annuelle observée sur la station météorologique installée sur la commune est de 14,4 °C et le cumul annuel moyen de précipitations est de 795,2 mm,. Pour l'avenir, les paramètres climatiques de la commune estimés pour 2050 selon différents scénarios d'émission de gaz à effet de serre sont consultables sur un site dédié publié par Météo-France en novembre 2022.
| Mois                                  | jan.             | fév.            | mars            | avril           | mai            | juin           | jui.            | août           | sep.          | oct.            | nov.            | déc.            | année      |
| ------------------------------------- | ---------------- | --------------- | --------------- | --------------- | -------------- | -------------- | --------------- | -------------- | ------------- | --------------- | --------------- | --------------- | ---------- |
| Température minimale moyenne (°C)     | 2,3              | 2,5             | 5,2             | 7,7             | 11,5           | 15,4           | 17,6            | 17,4           | 14            | 10,7            | 6,2             | 3               | 9,5        |
| Température moyenne (°C)              | 5,8              | 6,8             | 10,4            | 13,3            | 17,3           | 21,4           | 24              | 23,7           | 19,4          | 15,1            | 9,8             | 6,4             | 14,4       |
| Température maximale moyenne (°C)     | 9,4              | 11,1            | 15,6            | 18,8            | 23             | 27,4           | 30,3            | 30             | 24,8          | 19,5            | 13,4            | 9,7             | 19,4       |
| Record de froid (°C) date du record   | −12,5 06.01.1971 | −9,2 13.02.1978 | −8,7 07.03.1971 | −3,5 06.04.1970 | 1,1 04.05.1979 | 4,8 03.06.1975 | 9,6 12.07.1993  | 8,7 30.08.1986 | 3 30.09.1974  | −1,3 28.10.1973 | −5,8 28.11.1972 | −9,7 31.12.1970 | −12,5 1971 |
| Record de chaleur (°C) date du record | 20,6 10.01.15    | 22,5 24.02.20   | 26,6 18.03.1997 | 29,9 24.04.07   | 33,8 24.05.09  | 40,7 27.06.19  | 40,2 26.07.1983 | 41,1 12.08.03  | 37 09.09.1966 | 30 02.10.11     | 24,9 03.11.1970 | 19,7 18.12.1989 | 41,1 2003  |
| Précipitations (mm)                   | 61,9             | 38,5            | 46,2            | 65,4            | 68,9           | 44,7           | 40,4            | 50,9           | 102,6         | 110,6           | 111,8           | 53,3            | 795,2      |

## Urbanisme

### Typologie
Au 1er janvier 2024, Pierrelatte est catégorisée centre urbain intermédiaire, selon la nouvelle grille communale de densité à 7 niveaux définie par l'Insee en 2022.
Elle appartient à l'unité urbaine de Pierrelatte, une unité urbaine monocommunale constituant une ville isolée,. Par ailleurs la commune fait partie de l'aire d'attraction de Pierrelatte, dont elle est la commune-centre,. Cette aire, qui regroupe 17 communes, est catégorisée dans les aires de moins de 50 000 habitants,.

### Occupation des sols

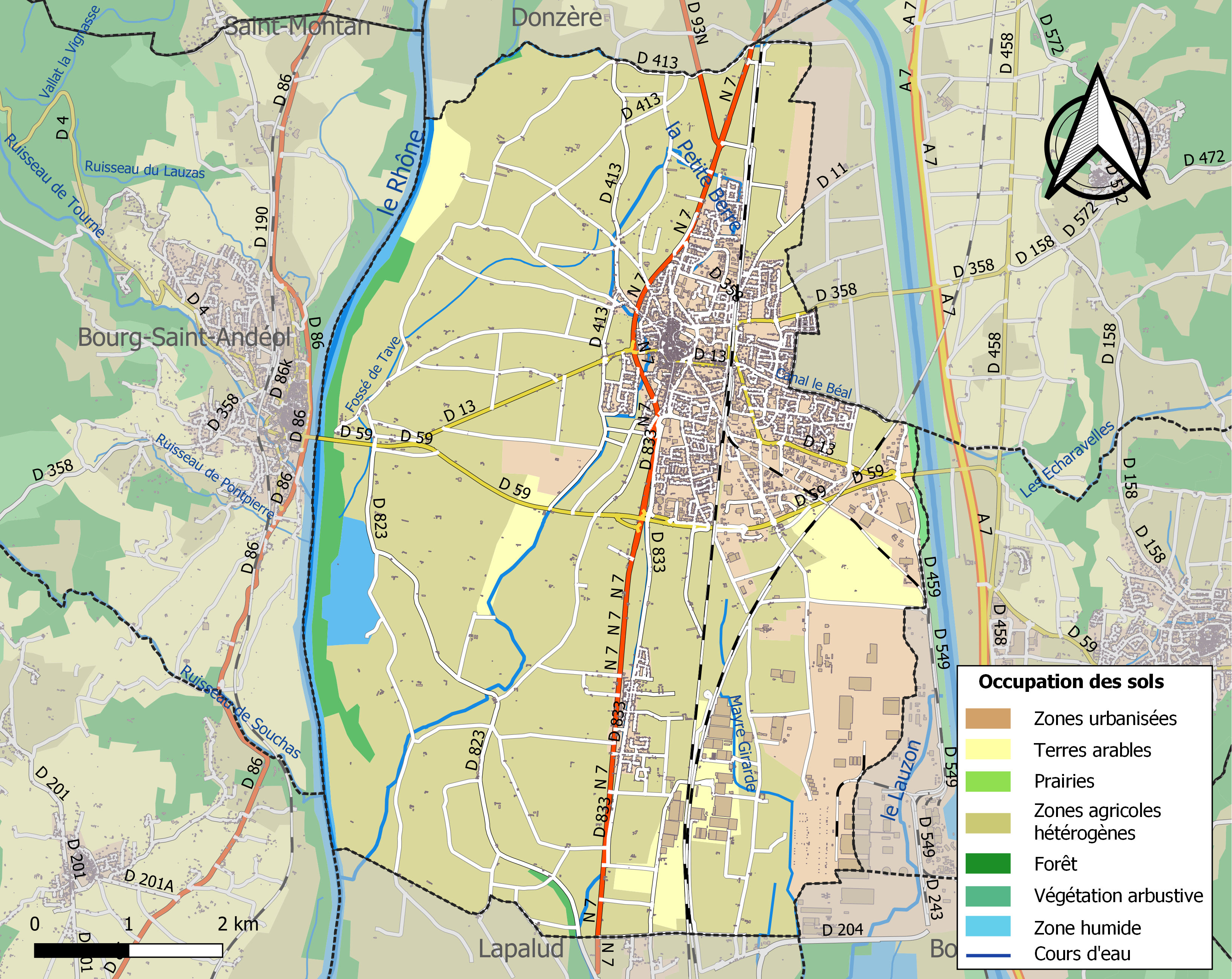
Carte des infrastructures et de l'occupation des sols de la commune en 2018 (CLC).

L'occupation des sols de la commune, telle qu'elle ressort de la base de données européenne d’occupation biophysique des sols Corine Land Cover (CLC), est marquée par l'importance des territoires agricoles (73,2 % en 2018), en diminution par rapport à 1990 (79,9 %). La répartition détaillée en 2018 est la suivante : zones agricoles hétérogènes (66,9 %), zones industrielles ou commerciales et réseaux de communication (11,1 %), zones urbanisées (9,4 %), terres arables (3,8 %), eaux continentales (2,7 %), cultures permanentes (2,6 %), forêts (2,1 %), espaces verts artificialisés, non agricoles (1,3 %), milieux à végétation arbustive et/ou herbacée (0,2 %). L'évolution de l’occupation des sols de la commune et de ses infrastructures peut être observée sur les différentes représentations cartographiques du territoire : la carte de Cassini (XVIIIe siècle), la carte d'état-major (1820-1866) et les cartes ou photos aériennes de l'IGN pour la période actuelle (1950 à aujourd'hui).

### Morphologie urbaine

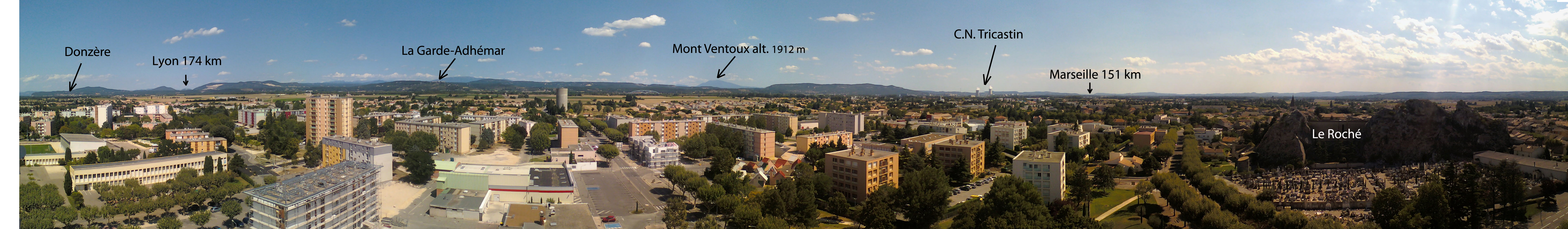
Vue panoramique de Pierrelatte.

#### Quartiers, hameaux et lieux-dits
Site Géoportail (carte IGN) :
- Basse Bourgogne
- Baumet
- Bazin
- Beauregard
- Bel
- Château de Faveyrolles
- Chauras
- Dalgonne
- ESAT
- Faveyrolles
- Figéras
- Frémigière
- Grange Rouge
- Haute Bourgogne
- Île de Malaubert
- Île de Saint-Étienne de Dion
- Île des Cadets
- la Bayarde
- la Brunelle
- la Calamelle
- la Cousinotte
- la Croix d'Or
- la Dalgonne
- la Drivette
- la Faine
- la Galiberte
- la Grange Neuve
- la Jouvette
- la Maucuèche
- la Petite Drivette
- la Ponchotte
- la Prade
- la Quarrée
- la Sentinelle
- la Soubise
- la Surelle
- le Claux
- le Colombier
- le Gardon
- le Méas
- le Moulin du Bus
- le Pigeonnier
- le Pin
- le Pont
- le Pont de Rome
- le Prieuré
- le Radelier
- le Reboul
- le Roc
- les Armes
- le Sauzier
- les Barasses
- les Blaches
- les Blachettes
- les Charagons
- le Serre
- les Malalonnes
- les Marais
- les Oriols
- les Péroutines
- les Peupliers
- l'Espitalet
- l'Espitalet
- les Plantades
- les Prairies
- les Sables
- les Tomples
- les Turnes
- le Tribon
- l'Île des Vanneaux
- l'Île de Terre
- Lorient
- Malaubert
- Malengin
- Notre-Dame des Grâces
- Pont d'Urbane
- Portes
- Sainte-Foy
- Sainte-Marie
- Saint-Jean
- Saint-Roch
- Sérignan
- Serres de Pierrelatte
- Tourton
- Usines du Tricastin

### Logement
En 1982, la commune possédait 4 313 logements dont 3919 résidences principales, 76 résidences secondaires et logements occasionnels et 318 logements vacants. En 2018, elle possédait 6 650 logements dont 5868 résidences principales, 145 résidences secondaires et logements occasionnels et 636 logements vacants. En 2019, elle possédait un parc locatif de 1 295 logements sociaux.
Le conseil municipal en juillet 2021 a présenté un projet de résidence pour seniors, composé de 28 logements pour les 60 ans et plus. L’application de ce projet devrait avoir lieu durant l’été 2023

### Projets d'aménagement
Un projet « tout part du cœur » de 7 millions d’euros a été mis en place par l’ancienne maire Marie-Pierre Mouton en 2017. Ce projet avait pour but de rénover le centre-ville et de le dynamiser.
Le bilan de ce projet a été la rénovation de plusieurs avenues comme l’avenue Jean-Perrin, Joliot Curie et Saint-Exupéry et le parvis de la mairie. Ces rénovations ont permis d’installer plus de verdure, d’agrandir des trottoirs et d’augmenter les pistes cyclables.

### Voies de communication et transports

#### Réseau routier
Pierrelatte est située sur la route nationale 7 (Lyon-Valence / Avignon-Aix).
Elle est traversée par l'autoroute A7. Les deux péages les plus proches sont ceux de Montélimar-Sud au nord (située sur la commune de Malataverne) et celui de Bollène au sud. La construction d'un nouvel échangeur desservant la commune, placé dans la ville voisine de Saint-Paul-Trois-Châteaux a été longtemps envisagée. D'abord prévue pour 2022, elle a par la suite pris du retard et est désormais prévue pour 2027.

##### Transports en commun
La ligne de bus no 42 (Avignon-Montélimar) dessert quotidiennement la commune, avec plusieurs aller-retours.

#### Réseau ferroviaire
Pierrelatte dispose d'une gare SNCF desservie par de nombreux trains TER.

Les trains Avignon - Lyon ont des correspondances en gare de Valence-Ville avec les trains Valence - Annecy ou Valence - Genève qui desservent tous les deux les gares de Grenoble et de Grenoble-Universités-Gières (cette dernière donne un accès direct au domaine universitaire de Grenoble pour les étudiants de la région de Pierrelatte).
La ville est également traversée par la LGV Méditerranée dont les gares les plus proches sont celles de Valence TGV au nord, et Avignon TGV au sud.

La construction d'une nouvelle gare est envisagée à Allan, à proximité de Montélimar.

#### Transport aérien
Les aéroports les plus proches sont ceux de Lyon et d'Avignon.
Le petit aérodrome de Pierrelatte est situé au nord-est de la commune. Il est ouvert aux avions, planeurs et ULM[réf. nécessaire].

### Risques naturels et technologiques

#### Risques sismiques
La zone de Pierrelatte est classé en zone de sismicité modérée.
Le dernier grand séisme a eu lieu le 19 novembre 2019. Il possédait comme épicentre la ville de Le Teil, qui a eu comme magnitude local 5,4.

#### Risques d'inondations
La commune est concernée par des risques d'inondations du Rhône. La dernière grande inondation date de 1856.
Le risque est aussi présent en cas de rupture de la digue du canal de Donzère-Mondragon, le niveau de l'eau se trouvant en dessus du niveau moyen de la commune[source insuffisante].

#### Risques technologiques
La commune se trouve entre deux sites nucléaires. Le plus proche est le site nucléaire du Tricastin, dont une partie du site se trouve sur le territoire de la commune. Le second est le centre nucléaire de Cruas qui se trouve a une trentaine de kilomètres de Pierrelatte. La commune est donc concerné par le risque nucléaire.

## Toponymie
La commune est dénommée Pèiralata en provençal classique et Pèiro-Lato dans la norme mistralienne[réf. nécessaire].

### Attestations anciennes
Dictionnaire topographique du département de la Drôme :
- XIIe siècle : Peire Lapta (Rev. des Soc. sav., série 5, I, 369) ;
- 1193 : Pietralapta (cartulaire de Die, 40) ;
- 1230 : terra Petry Latae (Histoire de Languedoc, V, 528) ;
- 1278 : castrum et fortalicium Petre Lapte et dominus Petrilatte (inventaire des dauphins, 253) ;
- 1291 : castrum de Petralata (Valbonnais, II, 59) ;
- 1296 : Petra Lapidea (archives de la Drôme, E 3442) ;
- 1324 : apud Petram Laptam (archives de la Drôme, E 3441) ;
- 1551 : Pierralatte (inventaire de la chambre des comptes) ;
- 1614 : Pierrelates (archives de la Drôme, E 3400) ;
- 1891 : Pierrelatte, chef-lieu de canton de l'arrondissement de Montélimar.

### Étymologie

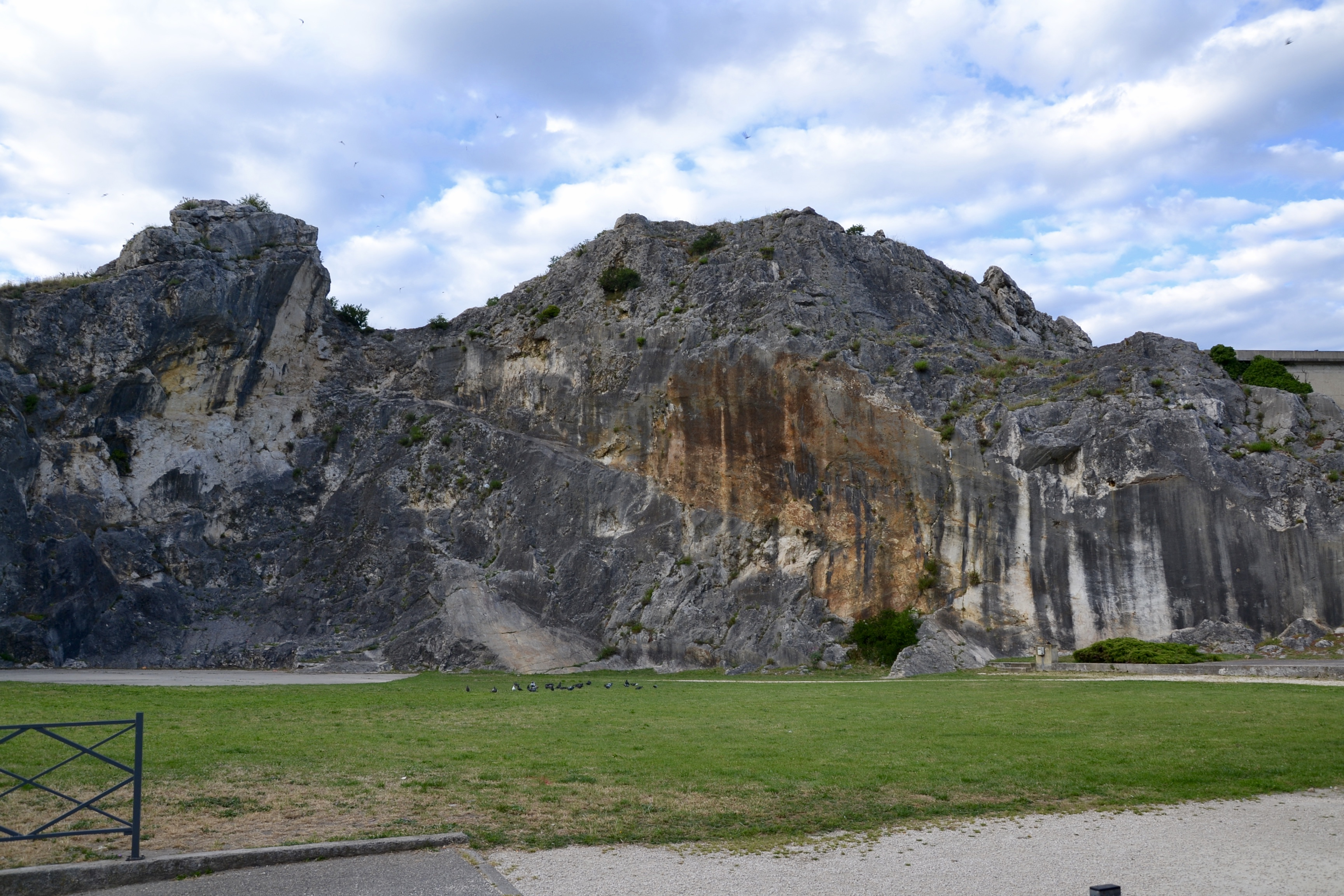
Le rocher.

Il s'agit d'une formation toponymique médiévale de type occitan, un composé de pèira « pierre » et lat « large », francisé par la suite, d'où le sens global de « pierre large ». Ernest Nègre évoque un lat au féminin singulier où le -t- intervocalique a dû être conservé par archaïsme (comprendre que le [t] de l'étymon latin lata aurait dû régulièrement passer à [d] en occitan), alors que les deux Peyralade, dont certaines formes anciennes sont identiques : Petralata 954 (Pyrénées-Orientales) et Peira Lada vers 1148 (Tarn) sont directement issues du féminin lada de même étymologie. En outre, leur signification toponymique est différente : ces deux Peyralade désignent des dolmens, alors que Pierrelatte se réfère à la topographie, à savoir un gros rocher isolé dans la plaine, tout comme Peyrelade (Aveyron) désigne un large rocher plat. Albert Dauzat considère que lada « large » (mot issu du latin lata) a servi à former à la fois Pierrelatte et Ladapeyre (Creuse, Lada Peira vers 1350), sans expliquer pourquoi la forme attendue -lade est devenue -latte.
Homonymie avec les types d'oïl Pierrelez et Pierrelaye.

## Histoire
Pour un article plus général, voir Histoire de la Drôme.

### Antiquité: les Gallo-romains
Le Bourg-Saint-Andéol est à l'emplacement de l'antique Bergoiata, cité des Helviens.

### Du Moyen Âge à la Révolution
La seigneurie :
- Au point de vue féodal, Pierrelatte était une terre (ou seigneurie) sur laquelle les comtes de Provence acquirent quelques droits en 1156.
- La terre fut pendant longtemps partagée entre plusieurs co-seigneurs.
- 1211 : les co-seigneurs sont : les Pierrelate, les Saint-Just, les Saint-Pasteur, les Sérignan, les Boucoiran, les Vétulus et l'évêque de Saint-Paul-Trois-Châteaux.
- 1296 : les Boucoiran et les Vétulus avaient été remplacés par les Beaumont et les Cornilhan.
- 1321 : l'évêque de Viviers est l'un des co-seigneurs.
- 1450 : le dauphin Louis (futur roi Louis XI), qui tenait quelques droits des barons de Montauban, acquiert le surplus du pape, des Audigier, des Moretons et des Eurre.
- Presque aussitôt, le dauphin abandonne le tout aux Crussol puis à Gabriel de Bernes.
- 1489 : la terre est donnée en viager aux Villeneuve.
- 1523 : elle est vendue (sous faculté de rachat) aux Galéas de Saint-Séverin.
- 1525 : elle est vendue (sous faculté de rachat) aux Reymondet.
- 1543 : elle est vendue (sous faculté de rachat) aux Escalin des Aimars.
- 1602 : les Escalin des Aimars la cède à la communauté de Pierrelatte elle-même.
- 1653 : la communauté rétrocède ses droits seigneuriaux au prince de Conty.
- 1783 : le prince de Conty vend ses droits au comte de Provence (futur roi Louis XVIII), dernier seigneur de Pierrelatte.

Anciennement, il y avait, dans le château de Pierrelatte, une chapelle dite de Saint-Michelet-de-Notre-Dame, que le roi Louis XI convertit en un chapitre de sept chanoines. Ce chapitre fut supprimé pendant les guerres de Religion.
En 1450, le dauphin Louis (futur Louis XI) réunit la seigneurie de Pierrelatte au Dauphiné puis au domaine royal[réf. nécessaire].
En 1475, le roi Louis XI fait édifier, sur le rocher de Pierrelatte, un château fort avec une église dédiée à saint Michel. Celle-ci disparut lors des guerres de Religion[réf. nécessaire]. Le bourg se développe autour de son château.
Le roi François Ier (roi de 1515 à 1547) loue Pierrelatte aux (de) Reymond, puis la vend au baron de La Garde[réf. nécessaire].
Les guerres de Religion ensanglantent toute la région. L'insuffisance des ressources pour nourrir les soldats en garnison se fait sentir.

En 1562, la ville est prise et pillée par le baron des Adrets et ses défenseurs massacrés.

Les guerres de Religion enrichissent les nobles et appauvrissent le peuple, ce qui provoque une guerre des paysans. Un des premiers coups d'éclat du mouvement se produit à Pierrelatte : alors que le capitaine de La Cloche, qui occupe Roussas, envoie un émissaire prélever un ravitaillement en blé et avoine pour ses troupes, celui-ci est chassé à coups de bâtons, et l'imposition forcée est refusée. Les paysans s'arment dans tout le Valentinois et expulsent la troupe de soudards du château de Roussas en 1579, avant que la répression nobiliaire et royale n'écrase le mouvement dans le sang l'année suivante.
Le château est détruit sur ordre de Richelieu (1624 à 1642).
1742 (démographie) : 280 familles habitant 250 maisons.
Avant 1790, Pierrelatte était une communauté de l'élection de Montélimar, subdélégation de Saint-Paul-Trois-Châteaux et de la sénéchaussée de Montélimar.

Elle formait une paroisse du diocèse de Saint-Paul-Trois-Châteaux, dont l'église, dédiée à saint Jean-Baptiste, était celle d'un prieuré de cisterciens qui fut réuni à la cure en 1669 et dont les dîmes appartenaient un tiers au curé et deux tiers à l'évêque diocésain.

### De la Révolution à nos jours

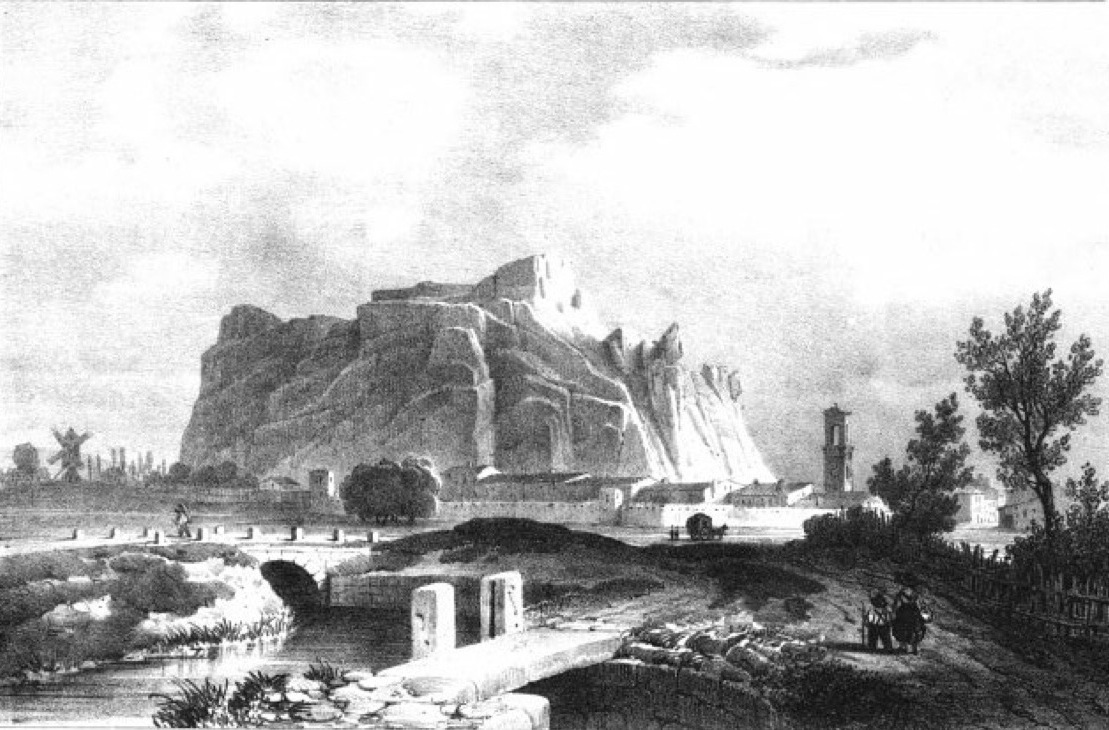
Pierrelatte au XIXe siècle par Alexandre Debelle (1805-1897).

En 1790, Pierrelatte devient le chef-lieu d'un canton du district de Montélimar qui ne comprend tout d'abord que la commune de ce nom.

La réorganisation de l'an VIII (1799-1800) y fait entrer les communes de la Baume-de-Transit, Bouchet, Clansayes, Donzère, la Garde-Adhémar, les Granges-Gontardes, Montségur, Rochegude, Saint-Paul-Trois-Châteaux, Saint-Restitut, Solérieux, Suze-la-Rousse et Tulette.
En 1829, le chef-lieu de ce canton est transféré à Saint-Paul-Trois-Châteaux.
En 1856, le canton est partagé en deux. Pierrelatte redevient le chef-lieu d'un canton comprenant les communes de Donzère, la Garde-Adhémar, les Granges-Gontardes et Pierrelatte.
Le 2 mars 1918, le rocher, qui avait été transformé en carrière, est racheté par la commune. Le 15 octobre 1918, un arrêté le classe comme site de caractère artistique[réf. nécessaire]. Une scène y est ensuite aménagée par la ville où se produit notamment la Comédie Française.
En 1960, l'installation d'une usine d'enrichissement de l'uranium du Commissariat à l'énergie atomique, suivi du développement du site nucléaire du Tricastin, fait tripler la population de la commune en quelques années.

## Politique et administration

### Liste des maires
| Période                                                                      | Période                       | Identité            | Étiquette | Qualité |
| ---------------------------------------------------------------------------- | ----------------------------- | ------------------- | --------- | --- |
| Les données manquantes sont à compléter. : de la Révolution au Second Empire |                               |                     |           | |
| 1790                                                                         | 1871                          | ?                   |           | |
| Les données manquantes sont à compléter. : depuis la fin du Second Empire    |                               |                     |           | |
| 1871                                                                         | 1874                          | ?                   |           | |
| 1874                                                                         | 1878                          | ?                   |           | |
| 1878                                                                         | 1884                          | ?                   |           | |
| 1884                                                                         | 1888                          | ?                   |           | |
| 1888                                                                         | 1892                          | ?                   |           | |
| 1892                                                                         | 1896                          | ?                   |           | |
| 1896                                                                         | 1900                          | ?                   |           | |
| 1900                                                                         | 1904                          | ?                   |           | |
| 1904                                                                         | 1908                          | ?                   |           | |
| 1908                                                                         | 1912                          | ?                   |           | |
| 1912                                                                         | 1919                          | ?                   |           | |
| 1919                                                                         | 1925                          | ?                   |           | |
| 1925                                                                         | 1929                          | ?                   |           | |
| 1929                                                                         | 1935                          | ?                   |           | |
| 1935                                                                         | 1945                          | Martial Chauvet     |           | propriétaire de scierie |
| 1945                                                                         | 1947                          | ?                   |           | |
| 1947                                                                         | 1953                          | ?                   |           | |
| 1953                                                                         | 1959                          | ?                   |           | |
| 1959                                                                         | 1965                          | ?                   |           | |
| 1965                                                                         | 1971                          | ?                   |           | |
| 1971                                                                         | 2002                          | Jean Mouton         | UDF       | vétérinaire conseiller général du canton de Pierrelatte (1973-2004) député (1986-1988) président du conseil général de la Drôme (1992-2004)                                                                                            |
| 2002 (élection ?)                                                            | 2014                          | Yves Le Bellec      | UMP       | directeur d'école |
| 2014                                                                         | 2017 (juin)                   | Marie-Pierre Mouton | UDI       | pharmacienne conseillère générale du canton de Pierrelatte (2004-2015) conseillère régionale (2004-2014) conseillère départementale du canton du Tricastin (depuis 2015) présidente du conseil départemental de la Drôme (depuis 2017) |
| 2017                                                                         | En cours (au 19 janvier 2021) | Alain Gallu,        |           | |

### Politique environnementale

#### Villes et villages fleuris
En 2014, la commune obtient le niveau « trois fleurs » au concours des villes et villages fleuris.

### Finances locales
| Taxe                                                | Part communale | Part intercommunale | Part départementale | Part régionale |
| --------------------------------------------------- | -------------- | ------------------- | ------------------- | -------------- |
| Taxe d'habitation (TH)                              | 13,44 %        | 0,00 %              | 7,80 %              | 0,00 %         |
| Taxe foncière sur les propriétés bâties (TFPB)      | 14,14 %        | 0,00 %              | 11,57 %             | 2,12 %         |
| Taxe foncière sur les propriétés non bâties (TFPNB) | 70,33 %        | 0,00 %              | 42,44 %             | 5,28 %         |
| Cotisation foncière des entreprises (ex-TP)         | 20,57 %        | 0,00 %              | 0,00 %              | 0,00 %         |

Voir aussi la page suivante (finances locales de Pierrelatte de 2000 à 2018).

### Jumelages
- Haßfurt (Allemagne), depuis 1975[40]

## Population et société

### Démographie
L'évolution du nombre d'habitants est connue à travers les recensements de la population effectués dans la commune depuis 1793. Pour les communes de plus de 10 000 habitants les recensements ont lieu chaque année à la suite d'une enquête par sondage auprès d'un échantillon d'adresses représentant 8 % de leurs logements, contrairement aux autres communes qui ont un recensement réel tous les cinq ans,.

En 2022, la commune comptait 13 909 habitants, en évolution de +4,69 % par rapport à 2016 (Drôme : +2,64 %, France hors Mayotte : +2,11 %).
| 1793  | 1800  | 1806  | 1821  | 1831  | 1836  | 1841  | 1846  | 1851  |
| ----- | ----- | ----- | ----- | ----- | ----- | ----- | ----- | ----- |
| 2 789 | 2 536 | 2 462 | 2 867 | 3 447 | 3 409 | 3 430 | 3 537 | 3 483 |

| 1856  | 1861  | 1866  | 1872  | 1876  | 1881  | 1886  | 1891  | 1896  |
| ----- | ----- | ----- | ----- | ----- | ----- | ----- | ----- | ----- |
| 3 453 | 3 512 | 3 539 | 3 577 | 3 579 | 3 291 | 3 223 | 3 184 | 3 218 |

| 1901  | 1906  | 1911  | 1921  | 1926  | 1931  | 1936  | 1946  | 1954  |
| ----- | ----- | ----- | ----- | ----- | ----- | ----- | ----- | ----- |
| 3 121 | 3 319 | 3 246 | 3 170 | 3 252 | 3 307 | 3 176 | 3 237 | 3 448 |

| 1962  | 1968  | 1975  | 1982   | 1990   | 1999   | 2006   | 2011   | 2016   |
| ----- | ----- | ----- | ------ | ------ | ------ | ------ | ------ | ------ |
| 4 251 | 9 757 | 9 816 | 11 596 | 11 770 | 11 943 | 12 315 | 12 953 | 13 286 |

| 2021   | 2022   | - | - | - | - | - | - | - |
| ------ | ------ | - | - | - | - | - | - | - |
| 13 799 | 13 909 | - | - | - | - | - | - | - |

### Enseignement
La commune relève de l'académie de Grenoble et ses élèves de Pierrelatte commencent leurs études dans la commune qui dispose de quatre écoles maternelles et six écoles élémentaires. Ils poursuivent dans l'un des trois collèges, puis l'un des deux lycées de la commune.
Ils peuvent également passer par un bac professionnel où un BTS au sein du lycée Gustave Jaume[réf. nécessaire].

### Santé
La ville de Pierrelatte compte 6 médecins généralistes, 4 pharmacies. Les centres hospitaliers à proximité se trouvent dans la ville de Montélimar à quelques kilomètres de Pierrelatte.
La commune possède aussi un centre médico-psychologique. Ce centre regroupe du personnel de santé dans différentes disciplines pour les personnes en souffrance psychique.
De plus, la ville possède un centre de protection maternel et infantile. C’est un centre qui a pour but d’aider une femme durant sa grossesse et jusqu’aux 6 ans de l’enfant en recevant des services de santé.
La ville de Pierrelatte possède un pôle de santé comprenant 3 cabinets de médecine générale, 3 cabinets de psychologie-neuropsychologie, 1 cabinet de psychomotricité, 1 cabinet d'art-thérapie, 2 cabinets d'ostéopathie, 1 cabinet de diététique-nutrition ainsi qu'un audioprothésiste et un opticien.

### Manifestations culturelles et festivités
- Fête : le dimanche suivant le 15 août (pendant trois jours)[31].
- Feu d'artifice en pyromélodie (théâtre du Rocher)[31].
- Festival du Rocher, qui se tient sur la commune depuis 2015[46]
  - 2020 : Annulé pour cause de crise sanitaire[47].
  - 2021 : Annulé pour cause de crise sanitaire.
  - 2022 : 22-24 juillet : Louane, Vald, Joachim Garraud, Header, Morgan Nagoya, Graig Gala, Darwells et French Candy[48],[49].

### Loisirs
- Pêche et chasse[31].

### Sports

#### Équipements et infrastructures
La commune possède deux ensembles sportifs qui rassemble trois terrains de football, une piste d’athlétisme, des courts de tennis, une piscine extérieure et une piscine intérieure, un dojo, un gymnase, une salle d’haltérophilie, deux salles de boxe, deux salles de gymnastique et une structure artificielle d’escalade.
Les écoles du Rocher, de la Ferme Baumet, du Claux et le lycée Gustave Jaume dispose de cinq gymnases, trois terrains de football et de rugby, quatre terrains multisports, deux pistes d’athlétisme dont une qui possède une piste circulaire, une piste droite et un sautoir avec une piste d’élan et une salle de boxe.
La commune dispose aussi d’un centre équestre, d’un lac qui permet la pratique de tous les sports nautiques sans moteur. Ce lac dispose aussi d'une piste cyclable, d’un skatepark, d'un parcours fitness, d'un terrain de football, de Beach-volley et un Boulodrome.
La commune dispose aussi d’une piste de bicross et d’un aérodrome.

#### Action «Les ambassadeurs du sport»
La commune a mis en place une action qui a pour objectif de créer un lien entre les associations sportives, de mettre en valeur les sportifs pierrelattins et de défendre les valeurs de citoyenneté à travers le sport. Les ambassadeurs du sport sont élus pour deux ans sous forme de trio. Chaque association de la ville nomme un représentant et une commission met en forme les trios. Pour participer à cette action il faut être licencié dans un club pierrelattin, avoir un palmarès sportif (niveau d’excellence), avoir 16 ans minimum et être à l’aise devant les médias.

#### Liste des sports
- Équitation[31].

### Médias

#### Presse
- Le quotidien régional Le Dauphiné libéré est diffusé dans la Drôme[54].
- L'hebdomadaire L'Agriculture drômoise est diffusé dans la Drôme. Il donne des informations agricoles et rurales[55].

#### Radios locales
- MTI (92.7)[56] est une radio basée à Pierrelatte et qui émet dans toute la Drôme et les départements limitrophes[57].
- TFM (105.6) également basée à Pierrelatte et qui émet aussi dans toute la Drôme et les départements limitrophes.
- France Bleu Drôme Ardèche est une radio publique qui couvre ces deux départements[58] (Mollans-Sur-Ouvèze : fréquence 91,4 ou Privas : fréquence 98,4)[56].
- RTL2 Méditerranée est programmée de Montpellier[59] (101,8)[56].

### Cultes
- La paroisse catholique de Pierrelatte fait partie du diocèse de Valence, doyenné de Pierrelatte[60].
- Le temple protestant (traditionnel) le plus proche se situe à Saint-Paul-Trois-Châteaux[61].
- Église Protestante Évangélique, avenue Teilhard de Chardin[62].

## Économie

### Agriculture

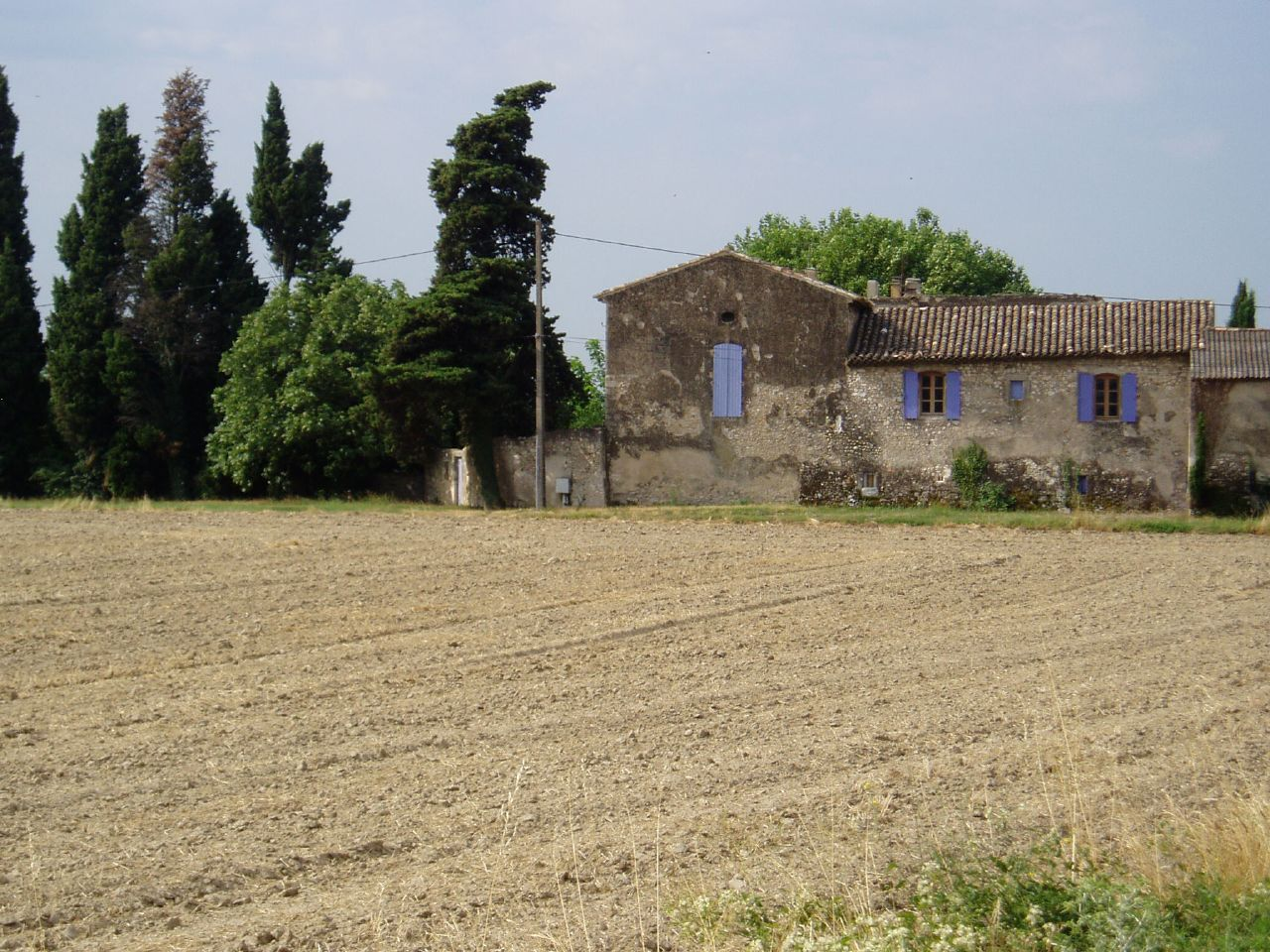
Grange (nom local d'un mas) près de Pierrelatte.

En 1992 : céréales, vergers, ovins, porcins, truffes.

### Commerce
De nombreux commerçants sont implantés à Pierrelatte, tant dans le secteur de l'alimentation que des services.
Le marché hebdomadaire se tient tous les vendredis matin.

L'association des commerçants propose des manifestations au cours de l'année, comme des braderies et salons.
Une foire (en 1992) le premier vendredi de chaque mois.

### Industrie

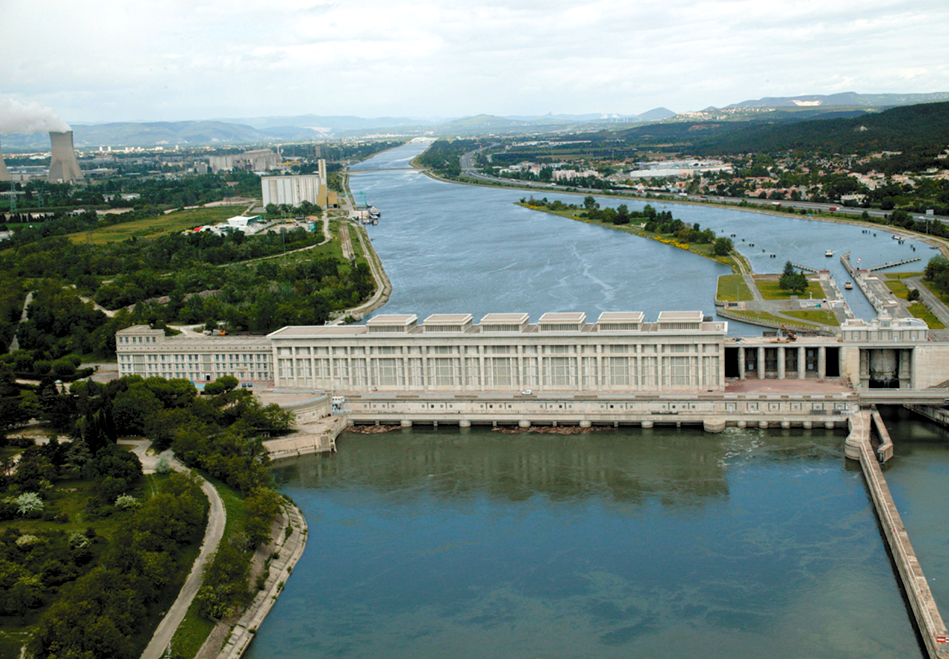
Barrage hydroélectrique de Donzère-Mondragon.

Deux périodes ont marqué l'évolution industrielle de Pierrelatte[réf. nécessaire] :
- 1948 à 1958 : construction du canal de Donzère à Mondragon, 28 km de long - 130 m de large ;
- 1958 à nos jours : le site nucléaire du Tricastin.

### Tourisme

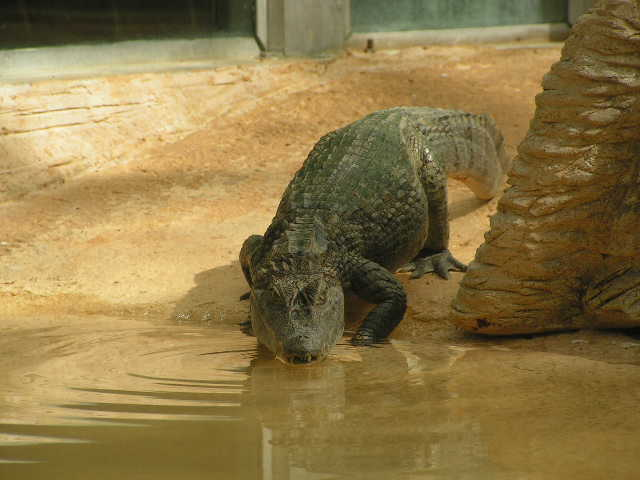
Crocodile du Nil.

- La Ferme aux crocodiles

### Revenus de la population et fiscalité
2009 : 48,7 % des foyers fiscaux de la commune sont imposables.
2010 : le revenu fiscal médian par ménage était de 25 425 €, ce qui plaçait Pierrelatte au 22 387e rang parmi les 31 525 communes de plus de 39 ménages en métropole.

### Emploi
2009 : 8 158 habitants de Pierrelatte ont un emploi, dont 93,2 % un emploi salarié. Le nombre d'emplois sur la zone est de 10 737 postes. La situation limitrophe départementale de la commune permet à certains salariés du Vaucluse ou de l'Ardèche de travailler à Pierrelatte. Le taux de chômage est de 11,4 %.

## Culture locale et patrimoine

### Lieux et monuments
- Partie de l'enceinte du XIIIe siècle : porte fortifiée gothique[31].
- Maisons avec accolades gothiques et façades Renaissance[31].
- Gargouilles[31].
- Chapelle des pénitents blancs[31].
- Hôtel des Gouverneurs (de style Renaissance)[31].
- Halles de 1611[31].
- Lavoir du XVIIe siècle[31].
- Ancienne prison (XVIIIe et XIXe siècles)[31].
- Beffroi du XIXe siècle[31].
- Église Saint-Jean-Baptiste de Pierrelatte du XIXe siècle : construite sur un ancien sanctuaire[31].
- Église Notre-Dame-de-l'Assomption des Blaches.

Bourg-Saint-Andéol
- Vestiges du prieuré de Sainte-Foi (roman, XIIe siècle) autour duquel le bourg s'est développé[31].
- Chapelle Notre-Dame-des-Grâces (1644)[31].
- Chapelle Saint-Roch[31].

Fraissinet
- Une grange médiévale cistercienne fortifiée[réf. nécessaire].

### Patrimoine culturel
- Artisanat d'art[31].
- Espaces culturels : une salle des fêtes, un cinéma (deux salles) et un théâtre de verdure[69].
- Expositions[31].
- Musée archéologique[31] installé dans l'ancienne prison de la ville[70].
- Société d'Archéologie[31].
- Vie associative[71].

### Patrimoine naturel
- Le rocher (MH) abritant le vieux bourg[31].

### Personnalités liées à la commune
- Raoul Madier de Montjau (né en 1841 à Paris, mort en 1909 à Pierrelatte) : chef d'orchestre.
- Maurice Picard (né en 1887 à Pierrelatte, mort en 1968)[72] : professeur de droit.
- Charles Flachaire (1887-1914), homme de lettres inscrit au Panthéon parmi les 560 écrivains morts pour la France.
- Jean Aurenche (né en 1903 à Pierrelatte, mort en 1992 à Bandol) : scénariste et dialoguiste.
- Edmond Ardisson (1904-1983) : comédien ; il est enterré à Pierrelatte.
- Joseph Maugard (1913-1995) : Compagnon de la Libération, a vécu et travaillé à Pierrelatte[réf. nécessaire].
- Jean Bringer (1916-1944) : Résistant. Chef des F.F.I de l'Aude. Une rue porte son nom à Pierrelatte.
- Gabriel Bouffier (1918-1982), coureur cycliste professionnel décédé à Pierrelatte.
- Rodolphe Bringer (1969-1943) : homme de lettres et journaliste.
- Anthony Garcia (né en 1972 à Pierrelatte) : footballeur professionnel.
- Cédric Seguin (né en 1973 à Pierrelatte) : sabreur.
- David Guerrier (né en 1984 à Pierrelatte) : trompettiste et corniste.
- Ouadih Dada (né en 1984 à Pierrelatte) : journaliste et écrivain franco-marocain.
- Fouad Chafik (né en 1986 à Pierrelatte) : footballeur international marocain.

### Héraldique, logotype et devise
| Blason de Donzère | Les armes peuvent se blasonner ainsi : D’azur à l'arbalète d'or posée en pal, accostée des lettres capitales P et L du même. |